# LVS 24
LVS 24:1993, intitulé Latviešu valoda datoriem (littéralement : soutien informatique de la langue lettone), est une norme lettone d’informatique publiée en 1993 par le Bureau de standardisation letton. Elle définit les caractères nécessaires pour l’utilisant du letton en informatique, dont notamment les lettres de l’alphabet letton ou les signes de ponctuation.